# Sida en république démocratique du Congo

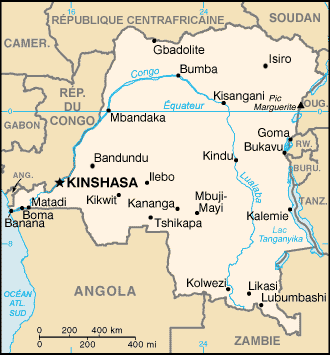
Carte de la république démocratique du Congo en Afrique équatoriale.

Le VIH / sida est un problème majeur de santé publique et de la cause de la mort dans de nombreux pays d'Afrique, y compris la république démocratique du Congo.
Le syndrome d'immunodéficience acquise (sida) est une maladie du système immunitaire humain provoquée par une infection par le virus de l'immunodéficience humaine (VIH),,. Comme l'infection progresse, il interfère de plus en plus avec le système immunitaire, rendant la personne beaucoup plus sensible aux infections courantes comme la tuberculose, ainsi que les infections opportunistes et les tumeurs qui n'affectent généralement pas les gens qui ont un système immunitaire efficace. Les symptômes tardifs de l'infection sont appelés sida. Cette étape est souvent compliquée par une infection du poumon appelé pneumocystose, perte de poids importante, un type de cancer appelé sarcome de Kaposi, ou d'autres maladies définissant le sida.
La recherche génétique indique que le VIH est originaire d'Afrique du centre-ouest au cours de la fin du XIXe siècle ou du début du XXe siècle.
Une équipe de l'université d'Oxford, au Royaume-Uni, et l'KU Leuven, en Belgique, a essayé de reconstruire « l'arbre » du VIH et de savoir où ses ancêtres sont venus de plus anciennes. Leur étude de 2014 a indiqué que la pandémie du VIH / sida est né en république démocratique du Congo à la suite de circonstances sociales et la migration des travailleurs.

## Prévalence

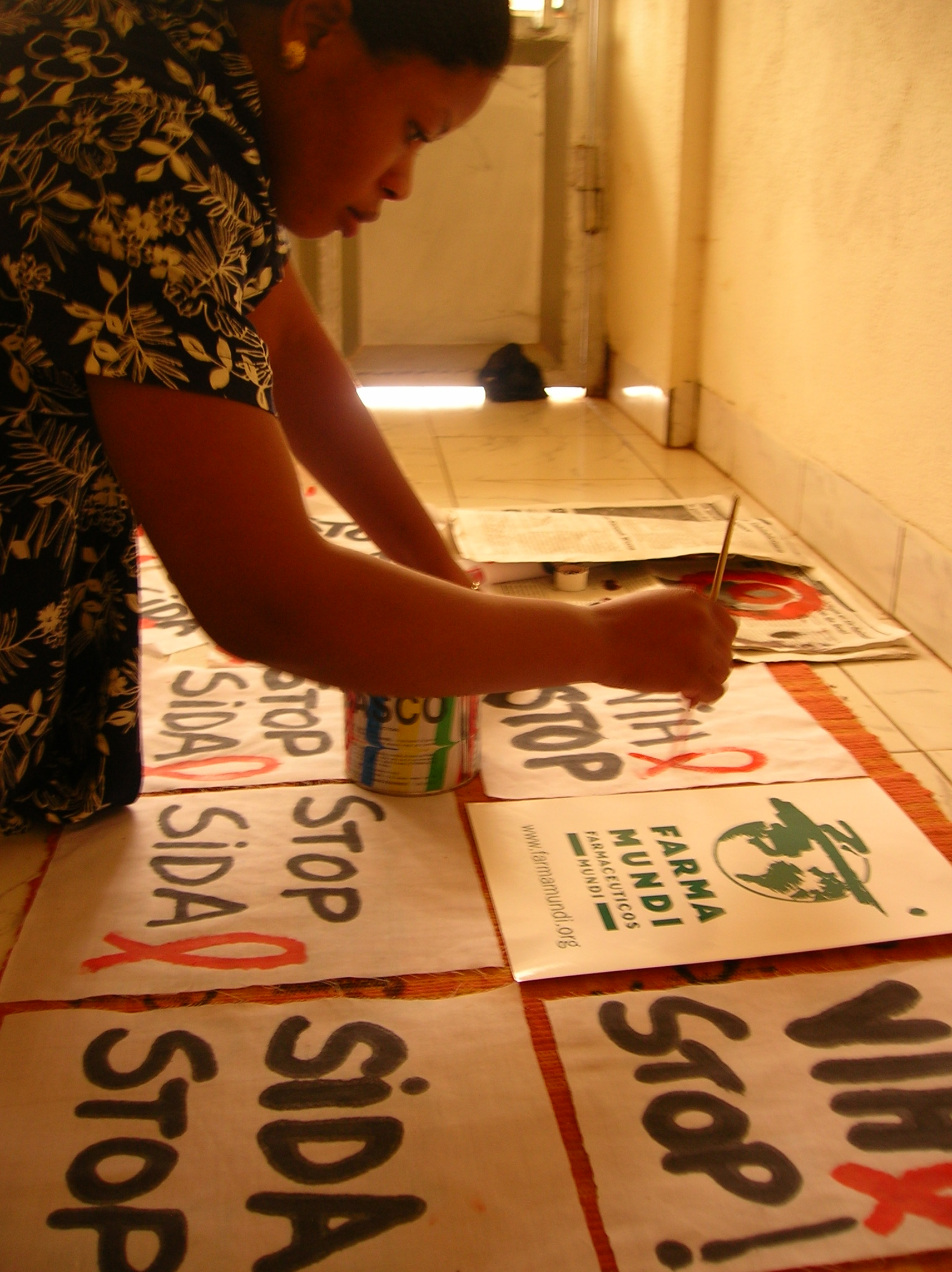
Campagne de lutte contre le sida à Butembo.

La république démocratique du Congo (RDC) a été l'un des premiers pays africains à reconnaître le VIH, avec un record de cas de patients atteints du VIH dans les hôpitaux dès 1983. À la fin de 2001, le Programme commun des Nations unies sur le VIH / sida (ONUSIDA) estime que 1,3 million de Congolais (adultes et enfants) vivaient avec le VIH / sida, donnant une prévalence globale du VIH de 4,9%. Au-delà de la barre des 5%, l'épidémie du pays sera considéré comme « de haut niveau », ou bien établie au sein de la population générale. À la fin de 2003, l'ONUSIDA estime que 1,1 million de personnes vivaient avec le VIH / sida, pour un adulte prévalence globale du VIH de 4,2%.

## Réponse nationale
La république démocratique du Congo sort d'années de guerre civile. En 2003, les anciens combattants ont signé des accords de paix, et les troupes étrangères ont quitté le pays. Des élections nationales ont été prévues pour 2005. En dépit de mauvais indicateurs de santé et la pauvreté endémique, conduisant à son rang 2004 comme l'un des dix pays les plus pauvres dans le monde, la RDC a été l'un des premiers pays en Afrique à reconnaître et à lutter contre le VIH / sida comme une épidémie et l'un des rares où le taux d'infection à VIH est demeuré relativement stable.